# Štír krétský
Štír krétský (Euscorpius candiota) se vyskytuje na řeckých ostrovech (Korfu, Keffalinia, Kréta, Rhodos) a na Maltě. Samec má mohutnější telson a prsty klepet zprohýbané tak, že je nemůže úplně zavřít. Dorůstá až 30 mm. Dospívá přibližně po pěti svlékáních. Vývoj do dospělosti trvá méně než rok. Jeho jed není nebezpečný. Tento druh lze snadno chovat. Tj. Je toxicky nevýznamný